# Cellarinella watersi
Cellarinella watersi är en mossdjursart som beskrevs av Calvet 1909. Cellarinella watersi ingår i släktet Cellarinella och familjen Sclerodomidae. Inga underarter finns listade i Catalogue of Life.